# Csaba Lantos
Csaba Lantos (ur. 28 stycznia 1962 w Hódmezővásárhely) – węgierski przedsiębiorca i menedżer sektora bankowego oraz inwestycyjnego, od 2022 minister energii.

## Życiorys
W 1986 ukończył studia z ekonomii i socjologii na Uniwersytecie Ekonomicznym im. Karola Marksa w Budapeszcie. Pracował początkowo w banku Budapest Bank, od 1989 był zatrudniony w grupie Creditanstalt, pełnił m.in. funkcję prezesa zarządzającego grupą banku inwestycyjnego. W latach 2000–2007 wchodził w skład zarządu banku OTP Bank, zajmował stanowisko wiceprezesa do spraw biznesu detalicznego. Później zajął się prowadzeniem własnej działalności gospodarczej w branży inwestycyjnej, obejmował też stanowiska w organach przedsiębiorstw sektora farmaceutycznego i energetycznego. Został m.in. przewodniczącym rady dyrektorów holdingu MET, zajmującego się handlem gazem ziemnym z Rosją.
W grudniu 2022 dołączył do piątego rządu Viktora Orbána, stając w nim na czele nowo utworzonego ministerstwa energii.